# Dingli
Dingli (lub Ħad-Dingli) – jedna z jednostek administracyjnych na Malcie. Mieszka tutaj 3 608 osób. 

## Turystyka
- Dingli Cliffs, wysokie klify
- Ta’ Dmejrek, najwyższy szczyt Malty
- Parish Church of the Assumption, kościół parafialny z XIX wieku[5]
- St. Mary Magdalene Chapel, Dingli, kaplica z 1646 roku[6]
- Chapel of Sta. Domenica, kaplica z 1669 roku[7]

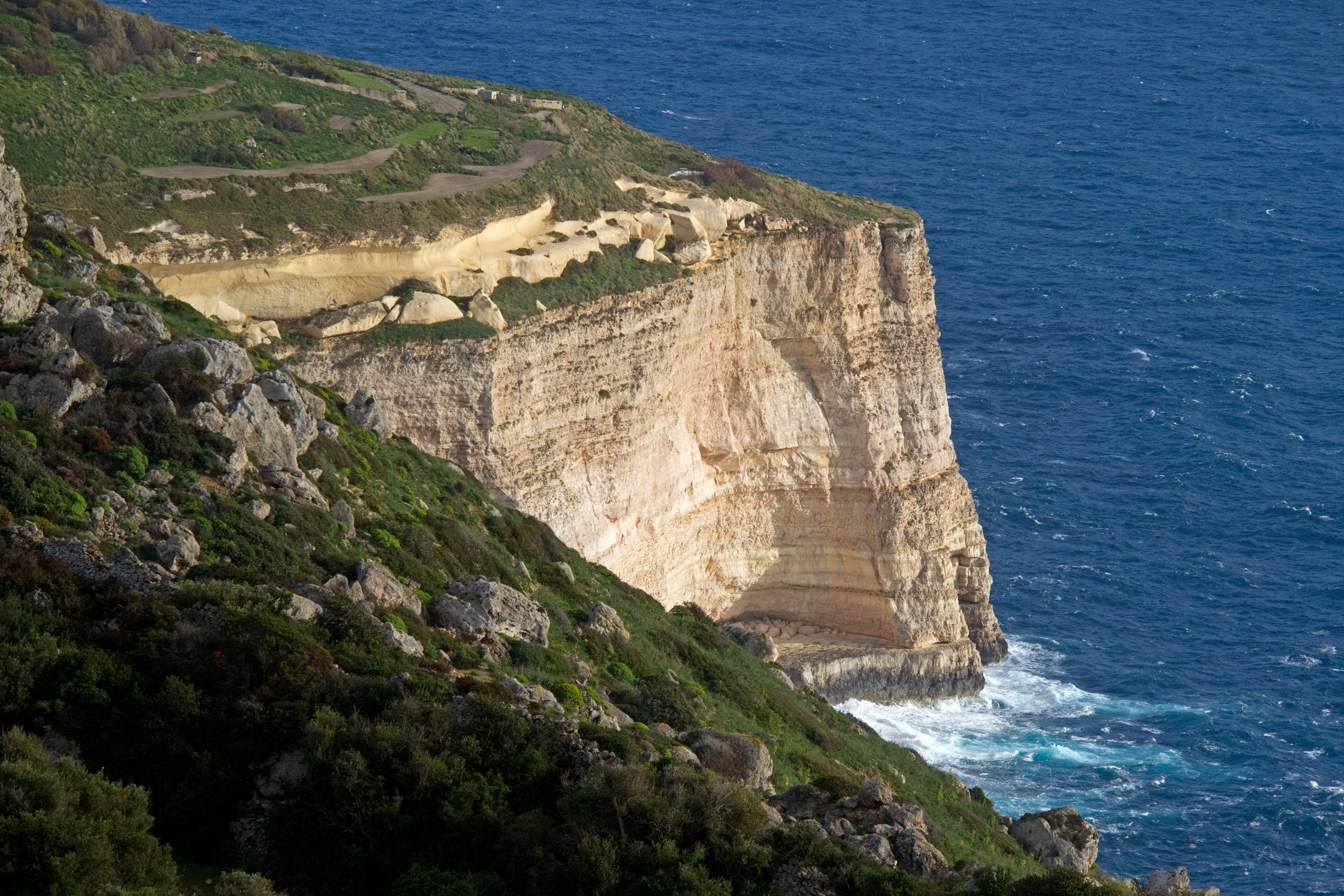
Klify Dingli
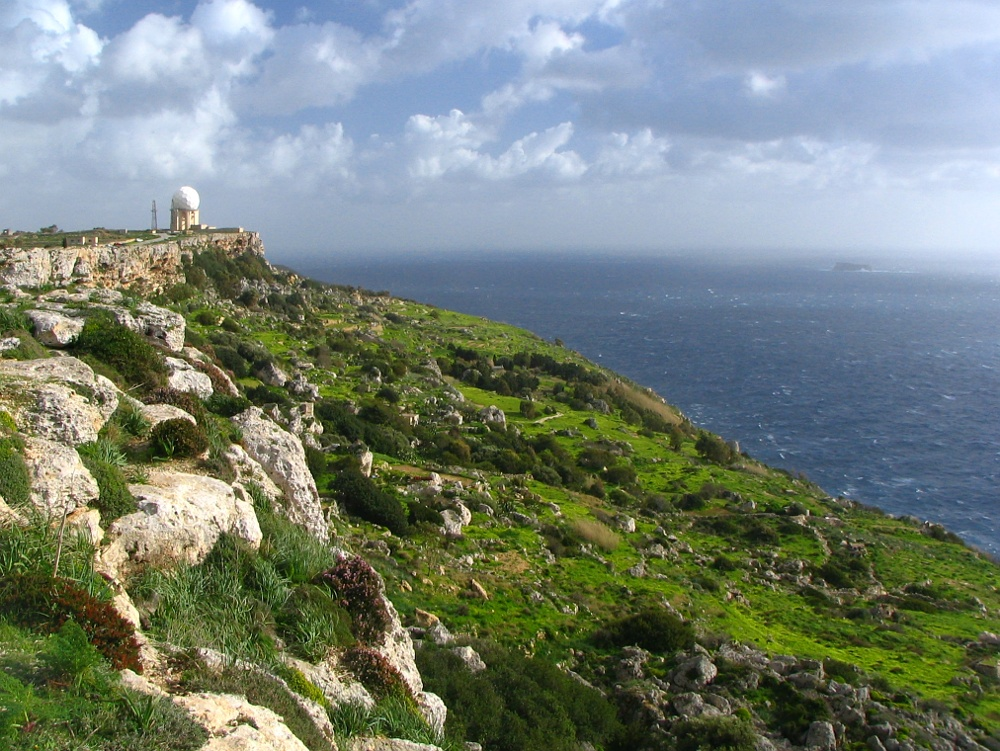
Klify Dingli oraz radar
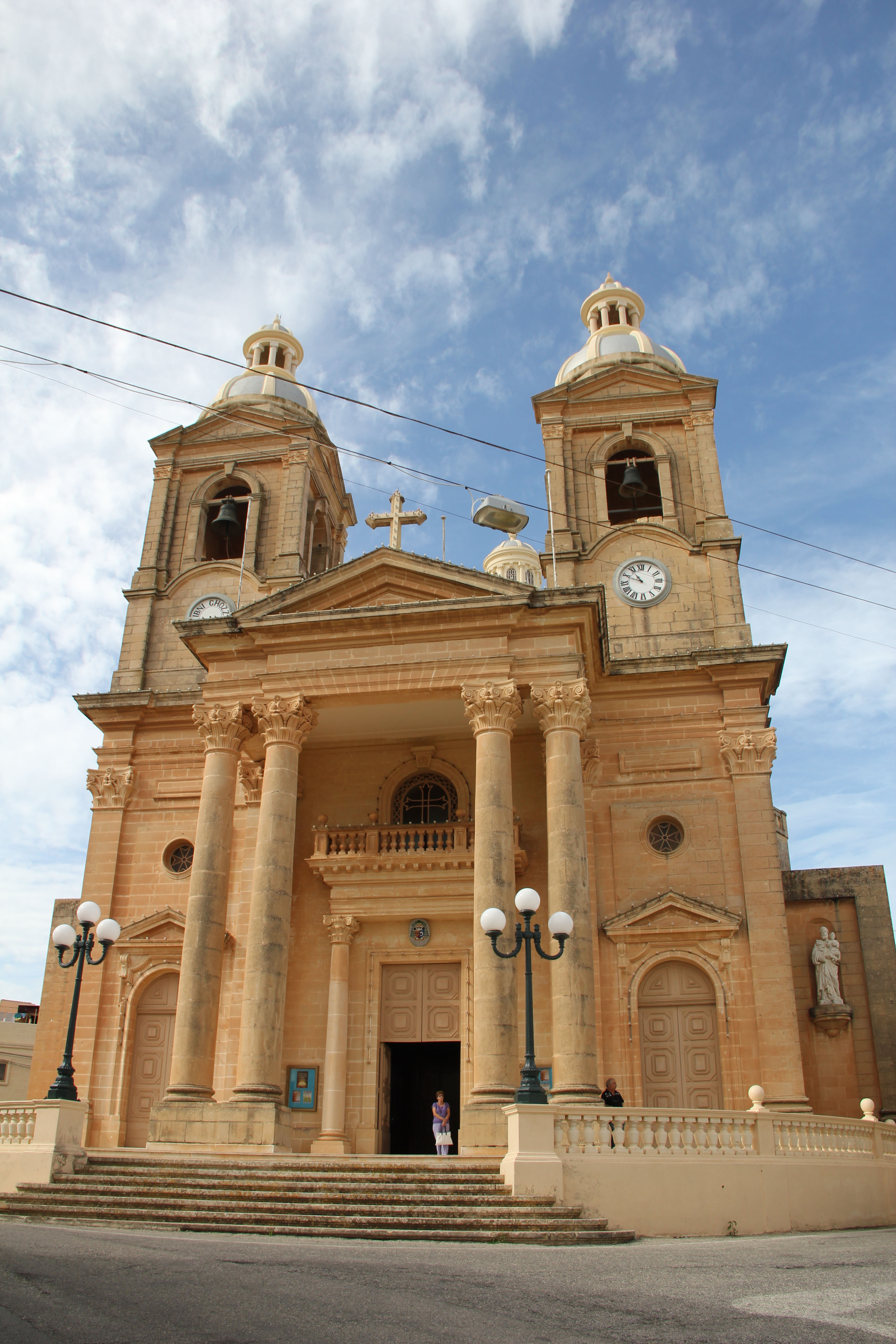
Kościół parafialny św. Marii
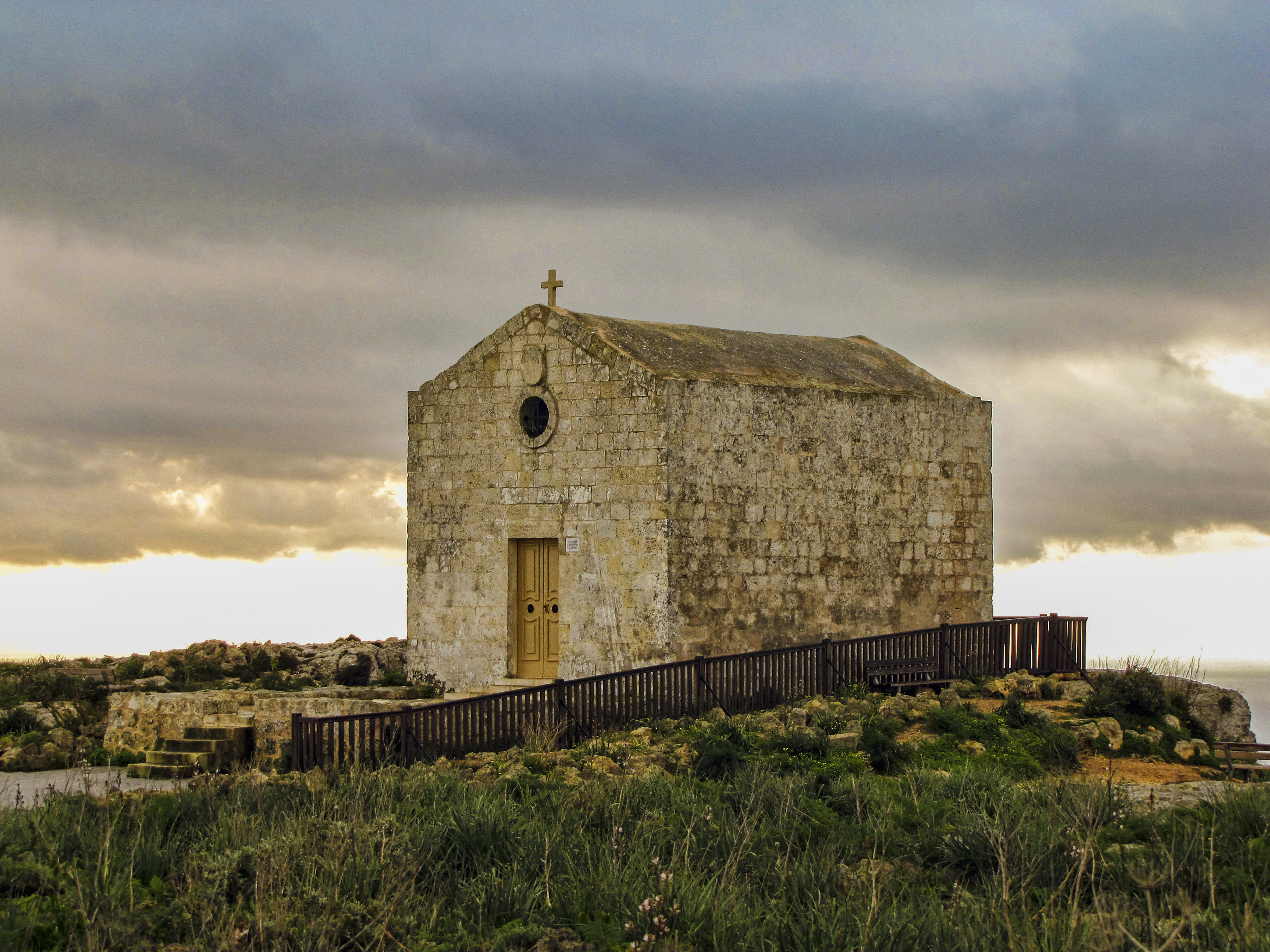
St. Mary Magdalene Chapel
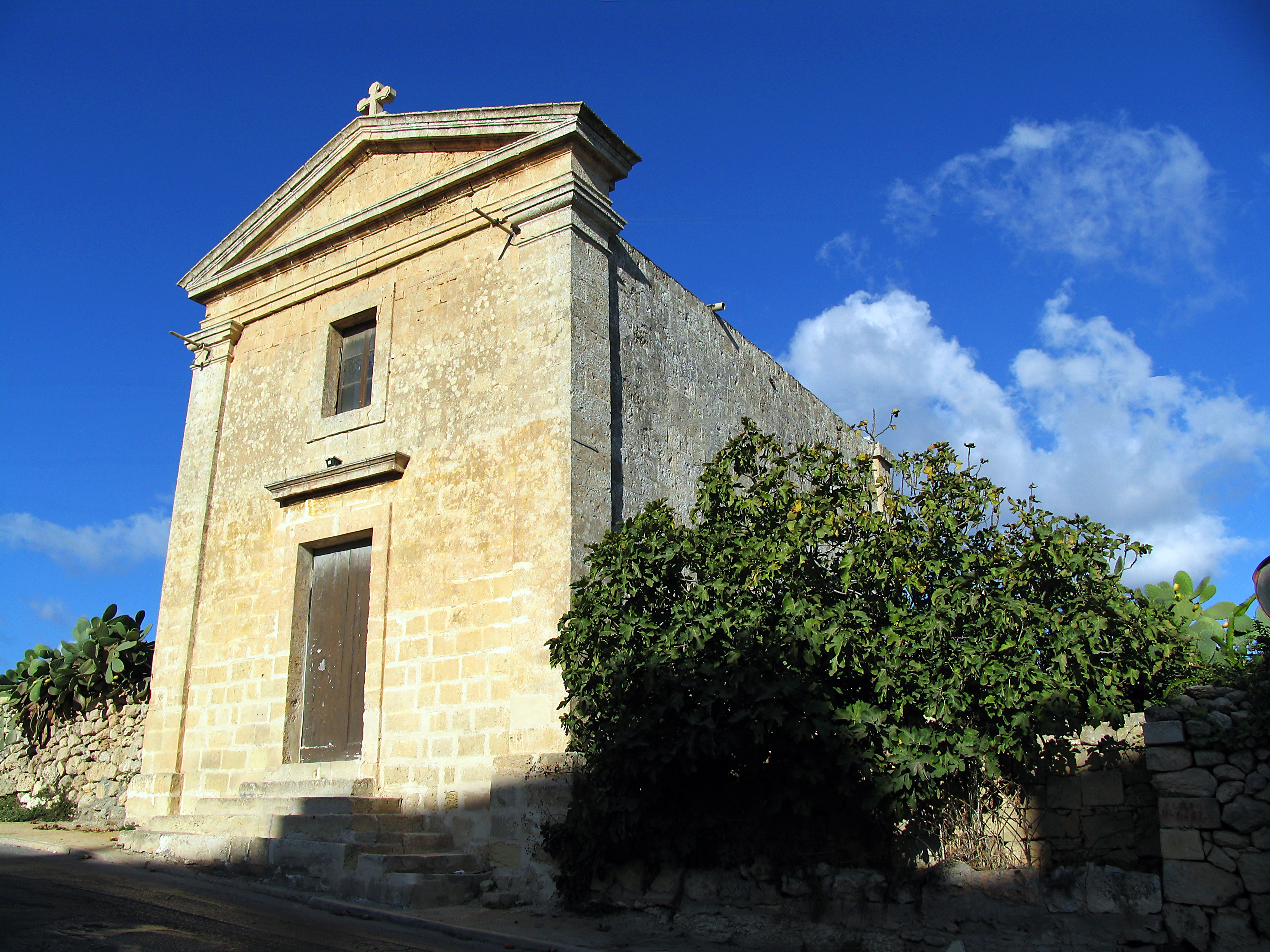
Chapel of Sta. Domenica
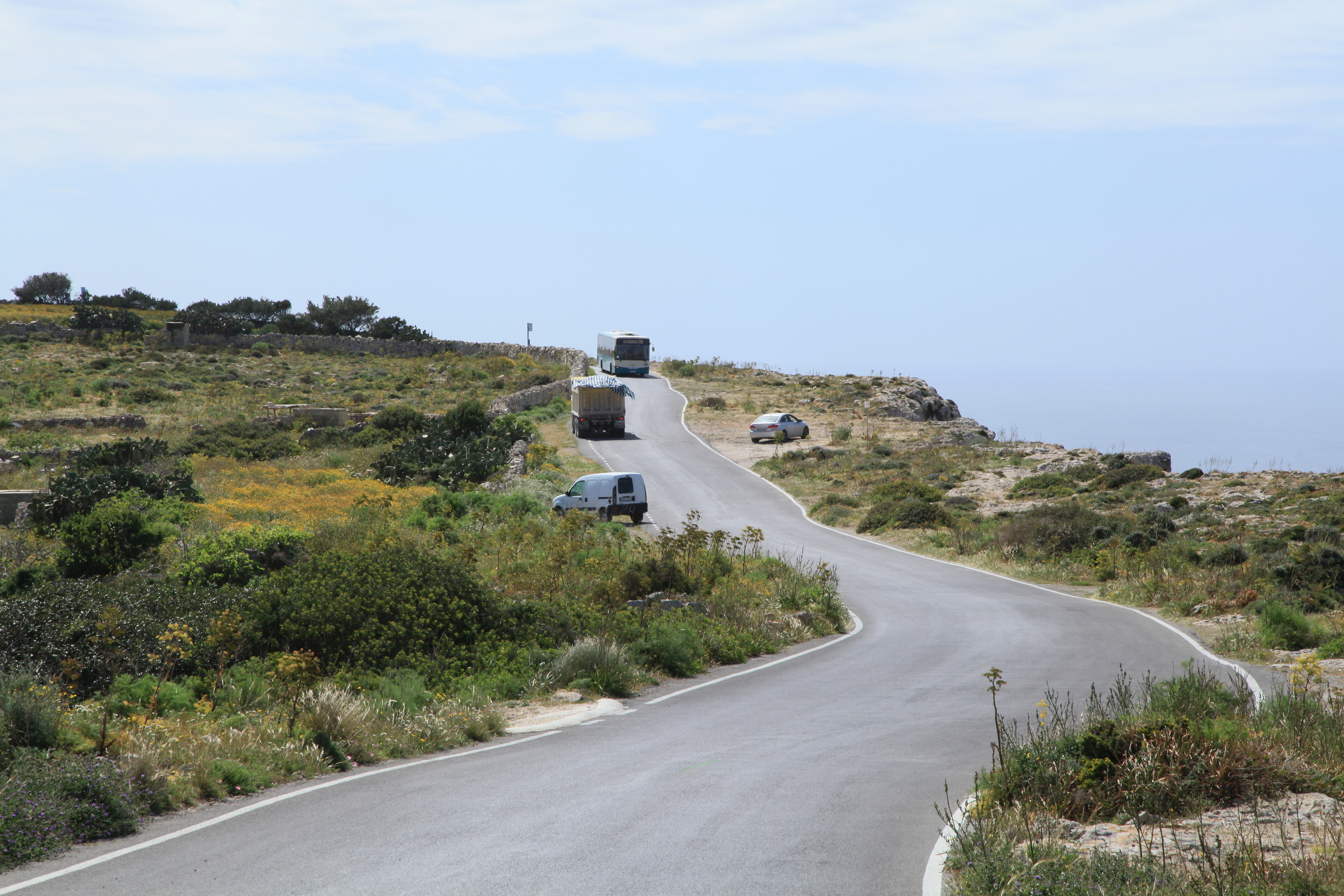
Droga Triq Panoramika

## Sport
W miejscowości funkcjonuje klub piłkarski Dingli Swallows F.C. Powstał w 1948 roku. Obecnie gra w Maltese Third Division, czwartej w hierarchii ligowej.